# بود میلوسکیه
بود میلوسکیه (به لهستانی:  Budy Milewskie) یک روستا در لهستان است که در گمینا زاویز واقع شده‌است. بود میلوسکیه ۱۱۰ نفر جمعیت دارد.